# Ed Ferrara
Edward Ferrara, spesso trascritto in maniera errata Ferrera (22 novembre 1966), è uno sceneggiatore ed ex wrestler statunitense, molto noto per il suo lavoro in World Wrestling Federation prima ed in World Championship Wrestling poi, spesso accanto al suo collega e mentore Vince Russo.